# إمبراطورية الضوء (لوحة)
إمبراطورية الضوء (بالإنجليزية: The Empire of Light)‏ سلسلة من ثلاث لوحات زيتية رسمها الفنان رينيه ماغريت بين عامي 1949 و 1954م ، وتجسد صورة متناقضة لشارع وسط ظلام الليل يضيئه عمود إنارة وحيد وتعلوه سماء في وضح النهار. هذه اللوحة نتاج ما استوحاه الفنان من أعمال الرسام الإنجليزي الفيكتوري جون أتكينسون غريمشو الذي عُرف عنه آنذاك ميله لرسم المناظر الحضرية وقت الغروب.
ألهمت اللوحة إنتاج عدة أعمال من بينها مشهد في فيلم الرعب «طارد الأرواح الشريرة» (The Exorcist) عام 1973م الذي ظهر في نسخة فيلم الترفيه المنزلي وفي ملصق الفيلم، حيث تقف شخصية الأب ميرين أمام منزل عائلة ماكنيل في مشهد شبيه بالذي في اللوحة. كما ألهم تصميم غلاف ألبوم «ليت فور ذا سكاي» (Late for the Sky) للفنان جاكسون براون عام  1974م، وهي من مقتنيات متحف الفن الحديث في الولايات المتحدة.